# Pająk gigant
Pająk gigant (ang. Big Ass Spider!) – amerykański film komediowy z elementami horroru i sci-fi z 2013 roku. W Polsce występuje także pod tytułami: "Mega pająk" oraz "Wielkodupy pająk".

## Fabuła[2]
Po nieudanym eksperymencie wojskowym na ulice Los Angeles wydostaje się ogromny pająk i atakuje ludzi. Z każdą kolejną pożartą ofiarą, pająk zwiększa swoje rozmiary. W celu powstrzymania potwora zostają zmobilizowane siły wojskowe, jednak żołnierze okazują się bezsilni. Jedyną nadzieją dla miasta staje się niepozorny dezynsektor, Alex Mathis.

## Główne role[3]
- Greg Grunberg - Alex Mathis
- Clare Kramer - porucznik Karly Brant
- Lombardo Boyar - Jose Ramos
- Ray Wise - major Braxton Tanner
- Lin Shaye - pani Jefferson
- Patrick Bauchau - Lucas
- Lloyd Kaufman  – on sam
- Alexis Kendra - pielęgniarka Lisa